# Partitocràcia

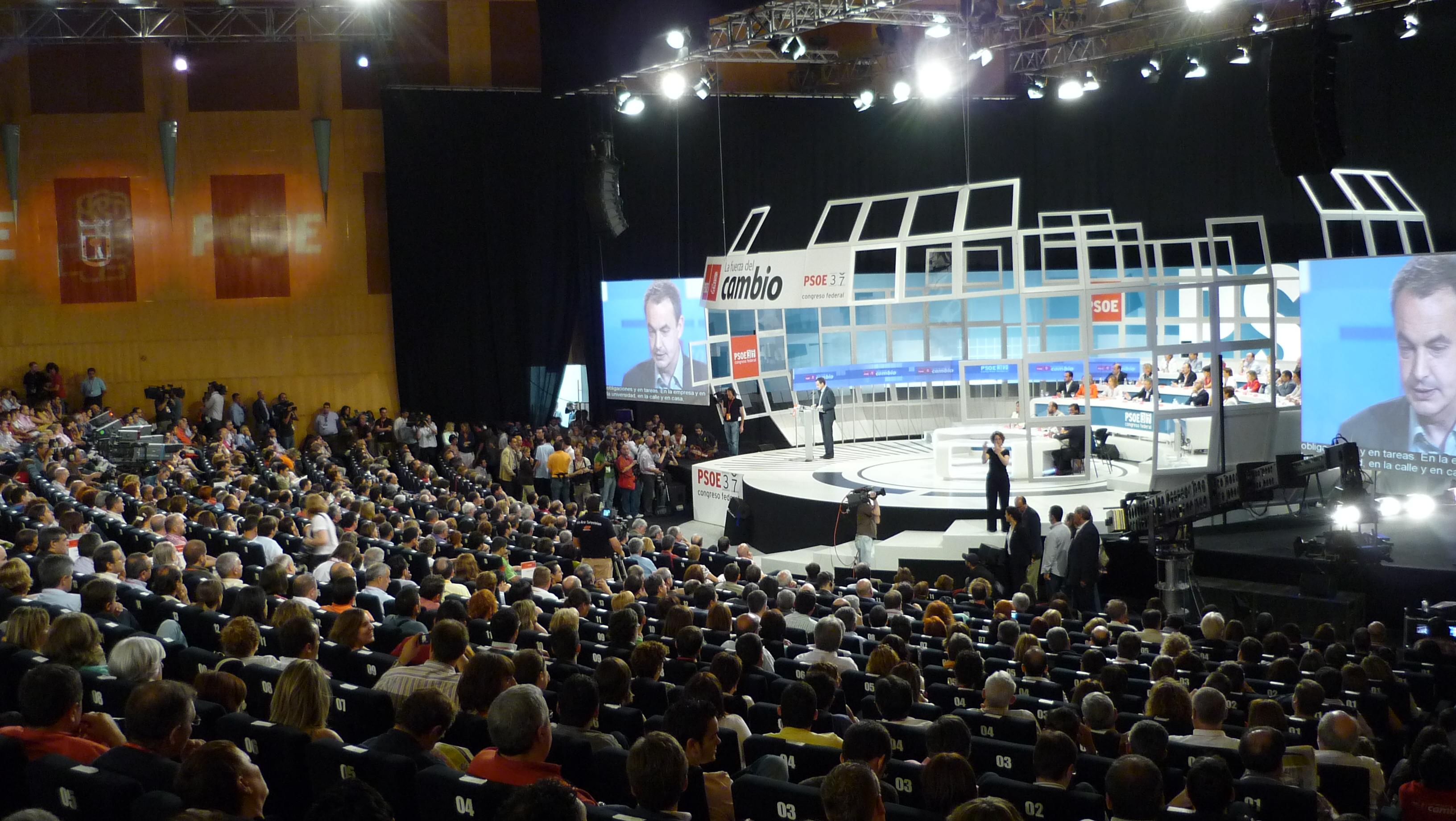
37è congres del PSOE

La partitocràcia és la influència excessiva dels partits polítics en la vida política d'un estat.
És un terme que s'utilitza per designar el fenomen dins un sistema de govern considerat com a democràtic, el que vol dir «el poble governa», en què les decisions polítiques més aviat es prenen als gremis interns dels partits i no pas al parlament. Es reprotxa a la partitocràcia quan ni l'opinió dels diputats elegits, que sovint han de respectar la disciplina del partit quan votin, ni la dels ciutadans importa. La partitocràcia porta el risc que es defensen més els interessos particulars d'un partit que l'interès general.
Unes opinions sobre la partitocràcia
Segons el filòsof Gustavo Bueno «la partitocràcia constitueix una deformació sistemàtica de la democràcia. Cada partit ha d'atacar sistemàticament l'altre». Així doncs, per la teoria antiliberal, «la partitocràcia és la forma d'Estat en què les oligarquies partidistes assumeixen la sobirania efectiva», com ho va explicar l'exministre franquista Gonzalo Fernández de la Mora. El seu desenvolupament sol venir aparellat amb els sistemes parlamentaris. L'excès de partitocràcia a l'Estat espanyol i les seves autonomies, s'explicaria parcialment pel fet que durant la transició democràtica s'hauria volgut protegir els partits, encara febles. Però des dels anys 1980, els partits haurien blindat aquest sistema, i segons l'historiador Borja de Riquer i Permanyer «Les institucions s'han acabat convertint en un espai per als militants i la clientela dels partits. Els partits volen protegir el seu estatus i actuen de manera corporativa. No canviaran la llei de partits perquè no es volen suïcidar». O segons Jaume Barberà, «a Espanya hi ha una oligarquia que es renova poc al llarg dels segles. Els que manen tenen moltes franquícies i ja els va bé la partitocràcia: un sistema de partits que no qüestiona la classe dirigent».
No confondre amb democràcia.